# Шартрие-Ферьер
Шартрие́-Ферье́р (фр. Chartrier-Ferrière, окс. Chartrier e Ferrièra) — коммуна во Франции, находится в регионе Лимузен. Департамент — Коррез. Входит в состав кантона Ларш. Округ коммуны — Брив-ла-Гайярд.
Код INSEE коммуны — 19047.
Коммуна расположена приблизительно в 430 км к югу от Парижа, в 90 км южнее Лиможа, в 33 км к юго-западу от Тюля.

## Население
Население коммуны на 2008 год составляло 339 человек.
| 1962 | 1968 | 1975 | 1982 | 1990 | 1999 | 2008 |
| ---- | ---- | ---- | ---- | ---- | ---- | ---- |
| 209  | 223  | 224  | 265  | 272  | 275  | 339  |

## Администрация
| Период | Период | Фамилия     | Партия | Примечания |
| ------ | ------ | ----------- | ------ | ---------- |
| 1965   | 2001   | Роже Дельпи |        |            |
| 2001   | 2006   | Рауль Ма    |        |            |
| 2006   | 2008   | Жорж Соль   |        |            |
| 2008   |        | Ги Рок      |        |            |

## Экономика

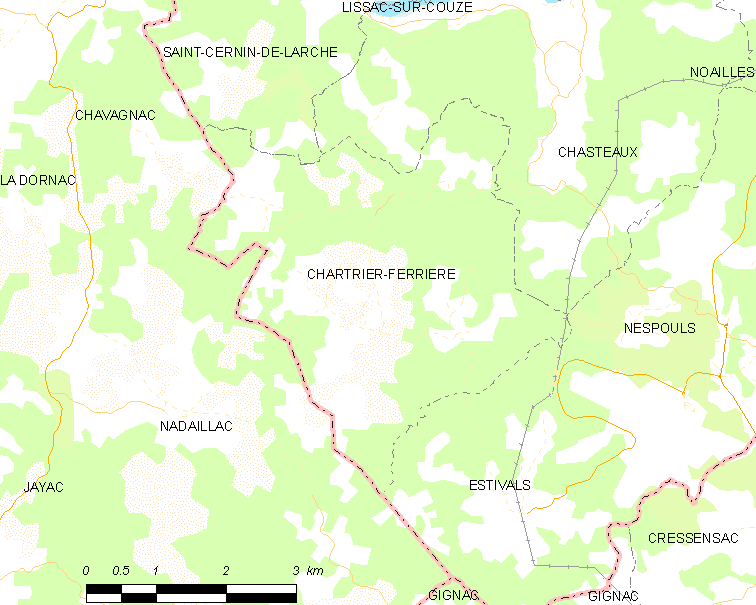
Карта коммуны

В 2007 году среди 196 человек в трудоспособном возрасте (15-64 лет) 149 были экономически активными, 47 — неактивными (показатель активности — 76,0 %, в 1999 году было 64,4 %). Из 149 активных работали 139 человек (80 мужчин и 59 женщин), безработных было 10 (5 мужчин и 5 женщин). Среди 47 неактивных 13 человек были учениками или студентами, 19 — пенсионерами, 15 были неактивными по другим причинам.